# 毛呂山町立川角中学校
毛呂山町立川角中学校（もろやまちょうりつ かわかどちゅうがっこう）は、埼玉県入間郡毛呂山町に所在する公立中学校。

## 概要
- 毛呂山町の東部に位置しており、生徒は主に川角小学校、光山小学校から入学する。

## 部活動
- 野球部
- サッカー部
- 陸上部
- ソフトテニス部
- バスケットボール部
- 女子バレーボール部
- 卓球部
- 吹奏楽部
- 美術部

## 著名な出身者
- 北清水雄太（シンガーソングライター）
- 根岸愛（元PASSPO☆)[1][2]
- 森さやか（ソフトボール選手、東京オリンピック金メダリスト）[3]